# خانة زنيان
خانة زنيان هي مدينة في مقاطعة شيراز، إيران. عدد سكان هذه المدينة هو 4,027 في سنة 2016.

## المناخ
يظهر الجدول التالي التغييرات المناخية على مدار السنة لخانة زنيان:
| البيانات المناخية لـخانة زنيان    | البيانات المناخية لـخانة زنيان | البيانات المناخية لـخانة زنيان | البيانات المناخية لـخانة زنيان | البيانات المناخية لـخانة زنيان | البيانات المناخية لـخانة زنيان | البيانات المناخية لـخانة زنيان | البيانات المناخية لـخانة زنيان | البيانات المناخية لـخانة زنيان | البيانات المناخية لـخانة زنيان | البيانات المناخية لـخانة زنيان | البيانات المناخية لـخانة زنيان | البيانات المناخية لـخانة زنيان | البيانات المناخية لـخانة زنيان |
| الشهر                             | يناير                          | فبراير                         | مارس                           | أبريل                          | مايو                           | يونيو                          | يوليو                          | أغسطس                          | سبتمبر                         | أكتوبر                         | نوفمبر                         | ديسمبر                         | المعدل السنوي                  |
| --------------------------------- | ------------------------------ | ------------------------------ | ------------------------------ | ------------------------------ | ------------------------------ | ------------------------------ | ------------------------------ | ------------------------------ | ------------------------------ | ------------------------------ | ------------------------------ | ------------------------------ | ------------------------------ |
| متوسط درجة الحرارة الكبرى °م (°ف) | 9.4 (48.9)                     | 11.7 (53.1)                    | 15.7 (60.3)                    | 19.0 (66.2)                    | 26.8 (80.2)                    | 32.2 (90.0)                    | 35.0 (95.0)                    | 34.3 (93.7)                    | 31.6 (88.9)                    | 25.8 (78.4)                    | 18.4 (65.1)                    | 12.8 (55.0)                    | 22.7 (72.9)                    |
| متوسط درجة الحرارة الصغرى °م (°ف) | −3.1 (26.4)                    | −1.4 (29.5)                    | 1.0 (33.8)                     | 4.5 (40.1)                     | 9.8 (49.6)                     | 13.5 (56.3)                    | 17.3 (63.1)                    | 16.2 (61.2)                    | 12.4 (54.3)                    | 7.4 (45.3)                     | 2.1 (35.8)                     | −0.3 (31.5)                    | 6.6 (43.9)                     |
| الهطول مم (إنش)                   | 79 (3.1)                       | 57 (2.2)                       | 53 (2.1)                       | 31 (1.2)                       | 7 (0.3)                        | 1 (0.0)                        | 2 (0.1)                        | 1 (0.0)                        | 1 (0.0)                        | 8 (0.3)                        | 29 (1.1)                       | 54 (2.1)                       | 323 (12.7)                     |
| المصدر: Climate-data.org          |                                |                                |                                |                                |                                |                                |                                |                                |                                |                                |                                |                                |                                |